# Dragonáda

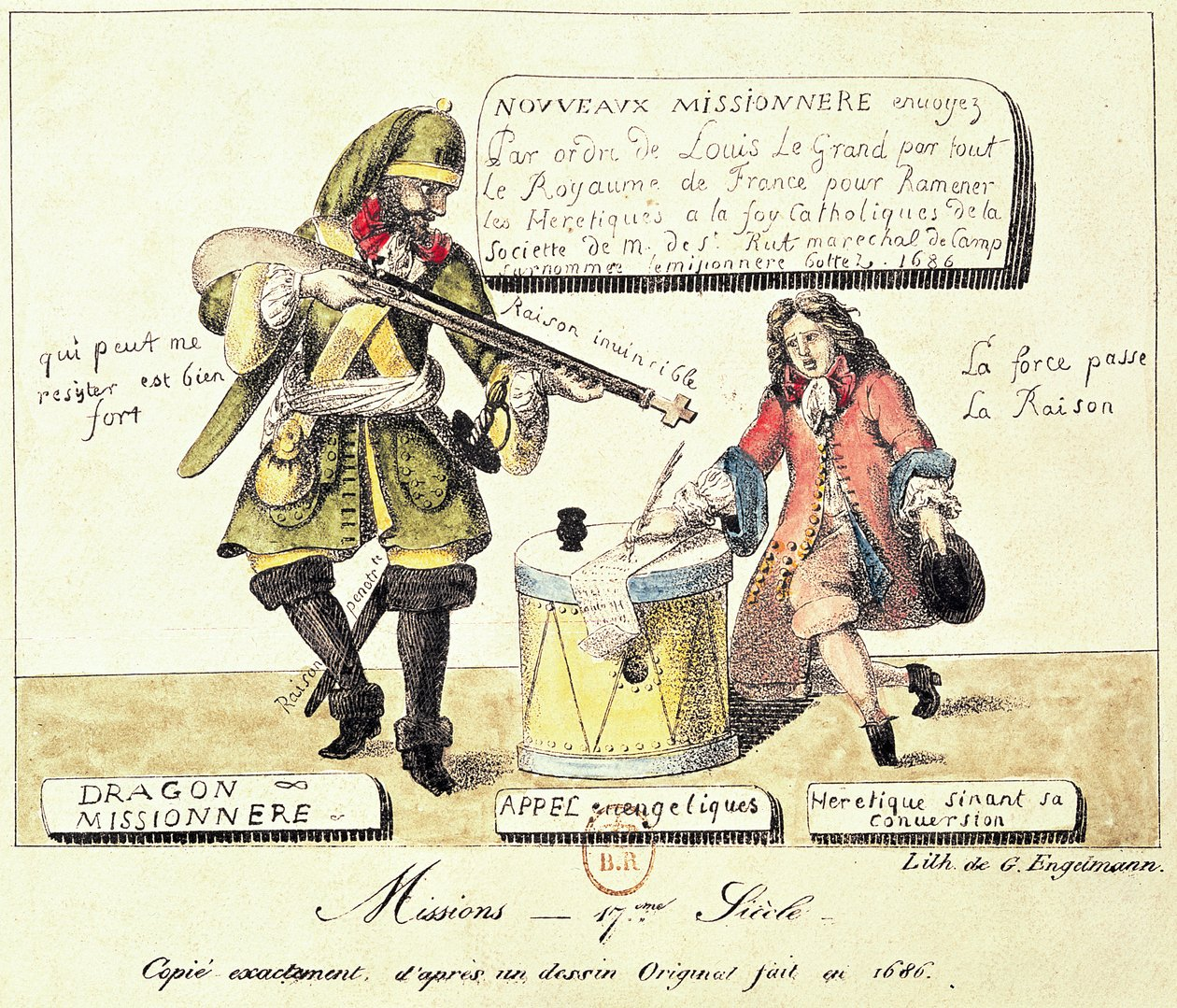
Satirická protestantská kresba, znázorňující dragouna-misionáře, nutícího protestanta k podpisu konfesní listiny

Dragonáda je označení součásti státní politiky Francie, kterou zavedl král Ludvík XIV. v roce 1681. Jednalo se o (mnohdy násilné) přesvědčování rodin protestantů (zejména hugenotů) k přestoupení na katolickou víru prováděné dragouny.

## Historické pozadí
Edikt nantský měl především ukončit dlouhotrvající náboženské války ve Francii. Jindřich IV. měl k vydání ediktu i osobní důvody; sám byl totiž původním náboženstvím protestant. Poprvé se zřekl své víry po bartolomějské noci, kdy byl Karlem IX. držen v Louvru. V roce 1576 Jindřich, tehdy ještě král navarrský, uprchl z Paříže a vrátil se k protestantské víře. V roce 1584 se stal po smrti králova bratra Františka, vévody z Alençonu, oficiálním dědicem francouzského trůnu a o deset let později, 27. února 1594, byl korunován králem Francie, jejíž trůn se uprázdnil zavražděním Jindřicha III. Aby mohl být korunován, rozhodl se opět změnit víru na katolickou a proslul výrokem „Paříž stojí za mši“. Edikt nantský pak po čtyřech letech skutečně nastolil mír a přispěl k upevnění jednoty Francie.

### Odvolání nantského ediktu a jeho důsledky
Na základě ediktu z Fontainebleau nařídil Ludvík XIV. bourání hugenotských kostelů (templů), stejně tak zavření protestantských škol.
Odvolání nantského ediktu vedlo k rozsáhlé emigraci hugenotů (zejména do Anglie, Nizozemska, Švýcarska, Braniborska a do zámoří), což poškodilo francouzské hospodářství; do Francie se například kvůli Ediktu z Fontainebleau nemohl vrátit vynálezce Denis Papin. Odhaduje se, že do exilu odešla asi čtvrtina francouzských hugenotů. Ti, kteří zůstali, byli podrobeni tvrdým perzekucím. Podstatná část zůstala v pasivní rezistenci vůči tlaku na přijetí katolické víry. Za vlády Ludvíka XV. perzekuce postupně zeslábly.

## Dragonády
Mezi nejčastější státní represe patřily dragonády, a to v případech, kdy se obyvatelé zdráhali přijmout katolickou víru a zároveň neopustili Francii.

## Dragonády v českých zemích
V českém prostředí se jako dragonáda obecně chápe obsazení obce vojskem spojené s týráním a rekvizicemi. Zejména se tak označuje násilná rekatolizace obyvatel měst v pobělohorském období. Byla prováděna císařskou armádou v letech 1623-1626 pod velením císařských velitelů jako byli Baltazar de Marradas, Martin de Hoeff-Huerta nebo Jan Adolf Wolfstrin. K nejznámějším dragonádám patří rekatolizace královského města Louny v roce 1625.